# Luís de Orléans-Braganza (1878–1920)
Prințul Luís de Orléans-Braganza (26 ianuarie 1878 – 26 martie 1920), a fost moștenitor al tronului Imperiului Braziliei. El s-a născut în Brazilia, ca al doilea fiu al Prințului Gaston, Conte de Eu și a Isabel, Prințesă Imperială a Braziliei.
A fost exilat împreună cu familia ca rezultat al loviturii de stat din 1889 care a dus la formarea republicii. În 1908, anul în care el s-a căsătorit, fratele său mai mare, Pedro, a renunțat la drepturile sale la tronul imperial lăsându-l pe Luís moștenitor aparent. Din această poziție, el a lucrat împreună cu monarhiștii din Brazilia în câteva încercări de a restaura monarhia. La izbucnirea Primului Război Mondial s-a înrolat ofițer în armata britanică și a luptat în Flandra unde a contractat o formă virulentă de reumatism care i-a cauzat moartea la vârsta de 42 de ani. Eforturile sale în numele Aliaților din Primul Război Mondial au fost decorate de Belgia, Franța și Marea Britanie.